# 西连民众中学
西连民众中学（英語：Serian Public Secondary School），简称西连民中，创办于1968年，是砂拉越州西连省的唯一一所華文獨立中學（独中），属于微型独中，实行小班制。

## 教育

### 模式
西连民众中学实施小班教育。一年级两班，一班10到19人。

### 師資
西连民众中学所有教师具备大学学历，毕业于马来西亚、中国、台湾、英国等世界各地的大学。